# Clavadoce splendida
Clavadoce splendida är en ringmaskart som beskrevs av Hartman 1936. Clavadoce splendida ingår i släktet Clavadoce och familjen Phyllodocidae. Inga underarter finns listade i Catalogue of Life.